# Lorenc Trashi
Lorenc Trashi (* 19. Mai 1992 in Gramsh) ist ein albanischer Fußballspieler.

## Karriere

### Verein
Trashi begann seine Karriere bei Gramshi. Dort absolvierte er mindestens 50 Spiele und erzielte 7 Tore. 2013 wechselte Trashi zum KS Lushnja. 27 Spiele absolvierte er und schoss 6 Tore. Nach nur einem Jahr beim KS Lushnja wechselte Trashi zu Partizani Tirana. Dort absolvierte Trashi 189 Spiele und schoss 11 Tore. Nach sechs Jahren wechselte Trashi für 250.000 Euro zu Qadsia Kuwait.

### Nationalmannschaft
Er wurde erstmals im März 2019 für Spiele gegen die Türkei und Andorra in die albanische Fußballnationalmannschaft berufen, blieb aber auf der Bank. Er debütierte am 14. Oktober 2019 in der Qualifikation zur Euro 2020 gegen Moldawien. Er begann das Spiel und erzielte das dritte Tor in einem 4:0-Auswärtssieg.